# Гройч
Гройч (нем. Groitzsch) — город в Германии, в земле Саксония. Подчинён административному округу Лейпциг. Входит в состав района Лейпциг.  Население составляет 8059 человек (на 31 декабря 2010 года). Занимает площадь 70,06 км². Официальный код  —  14 3 79 260.
Город подразделяется на 28 городских районов.